# Sansevieria hyacinthoides
Espèce
Classification APG III (2009)
Sansevieria hyacinthoides est une espèce de plantes à fleurs de la famille des Liliaceae selon la 
classification classique de Cronquist (1981), des Asparagaceae selon la classification phylogénétique APG III (2009) et du genre Sansevieria.

## Synonymes[3]
Basionyme : Aloe hyacinthoides L.
- Sansevieria angustiflora Lindb. (1871)
- Sansevieria grandis var. zuluensis N.E. Br.
- Veltheimia guineensis (L.) Neck.
- Salmia guineensis (L.) Cav.
- Acyntha guineensis (L.) Medik.
- Cordyline guineensis (L.) Britton
- Aletris guineensis (L.) Jacq.
- Aloe hyacinthoides var. guineensis L. (1762)
- Sansevieria guineensis (L.) Willd. (1799)
- Acyntha thyrsiflora (Thunb.) Kuntze
- Sansevieria thyrsiflora Thunb. (1794)
- Sansevieria latifolia Bojer (1837)
- Sansevieria grandis Hook. f. (1903)
- Pleomele aloifolia Salisb.
- Salmia spicata Cav.
- Sanseverinia thyrsiflora Petagna
- Sansevieria angustifolia Baker
- Sansevieria ceylonica Oken
- Sansevieria fulvocincta Haw.
- Sansevieria laetevirens Haw.
- Sansevieria macrophylla Sastrapradja
- Sansevieria nobilis God. -Leb.
- Sansevieria polyphylla Haw.
- Sansevieria rufocincta Baker
- Sansevieria spicata (Cav.) Haw.
- Sansevieria stenophylla Link

## Description

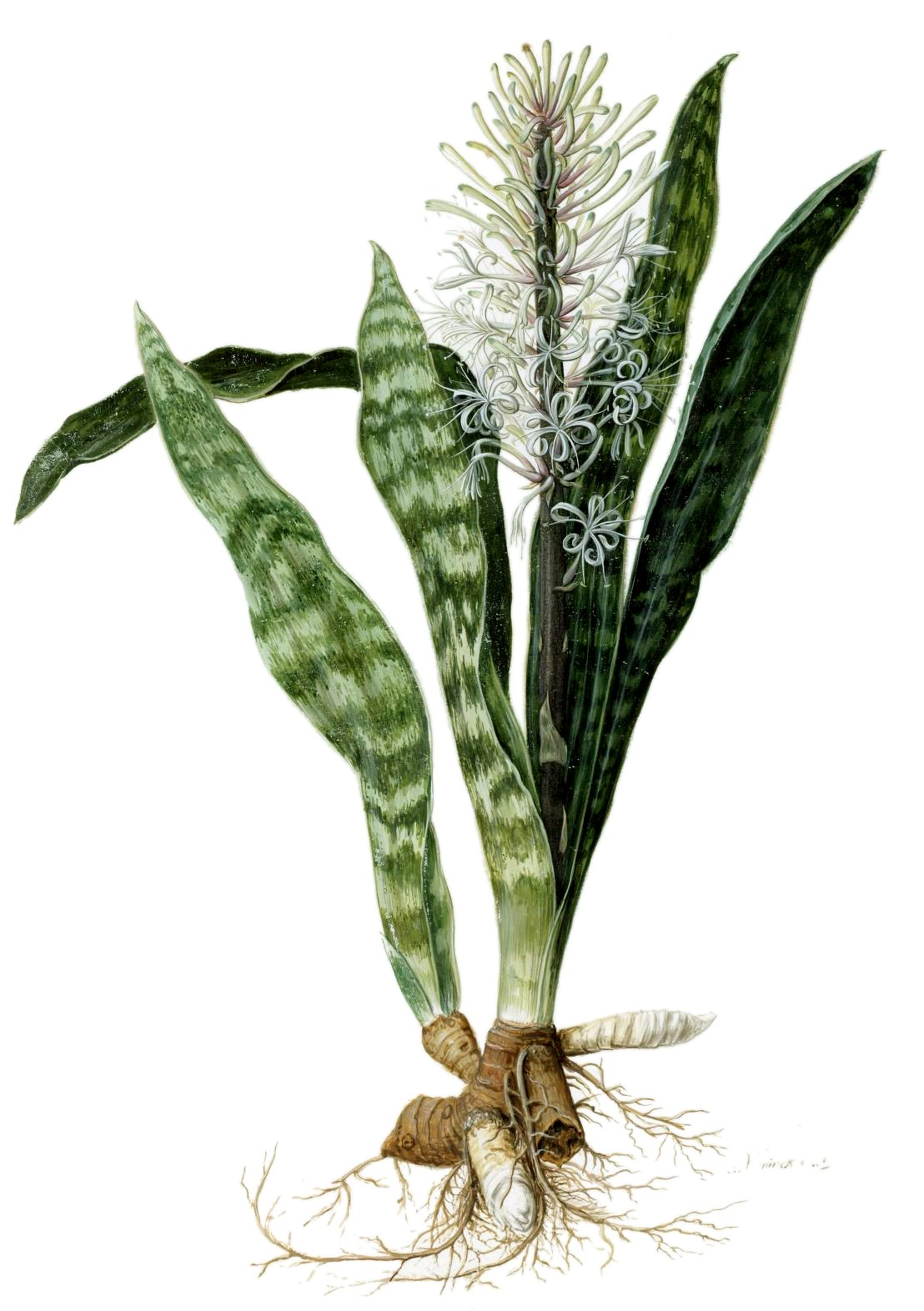
Illustration par Jan Moninckx

- Plante herbacée aux feuilles lancéolées atteignant 70 cm de haut.
- Les feuilles sont striées vert sombre avec des bandes plus pâles. Elles sont marginées de brun rouge (ce qui le différencie de Sansevieria trifasciata[3].
- Fleurs en épis hauts de 80 cm, blanches ou jaune pâle. Les fleurs sont groupées par groupe de deux jusqu'à six le long de la hampe florale. Le tube de la fleur est plus long que la corolle (ce dernier critère le différencie aussi de Sansevieria trifasciata)

## Répartition
Sansevieria hyacinthoides est originaire de l'Afrique de l'Est, depuis le Kenya jusqu'en Afrique du Sud.

## Plante invasive
Sansevieria hyacinthoides a été introduit comme plante ornementale en Floride et aux Petites Antilles au XIXe siècle et dans les autres îles des Antilles au début du XXe siècle. La plante se propageant par les graines, fragments de feuilles ou par les rhizomes, peut recouvrir densément des surfaces plus ou moins importantes en éradiquant toute autre végétation. Elle est considérée en Floride et dans les Antilles comme invasive et représente une menace pour la flore locale et particulièrement aux Îles Caïmans.